# Famiglia (tassonomia)
In biologia, ai fini della tassonomia, la famiglia è uno dei livelli di classificazione scientifica degli organismi viventi e di altre entità biologiche, quindi della zoologia, della botanica, della protistologia, batteriologia, virologia.

## Descrizione
Nell'organizzazione sistemica, la famiglia è inferiore all'ordine e superiore al genere. Nello stesso ordine ci sono perciò una o più famiglie, e ciascuna famiglia è suddivisa in uno o più generi.
La suddivisione in generi può essere preceduta da quella in sottofamiglie, che in zoologia possono essere a loro volta suddivise in tribù.
In zoologia i nomi delle famiglie terminano sempre con -idi (-idae); la prima parte si basa invece sul nome del genere più rappresentativo.
EsempioFamiglia di appartenenza dell'Anatra becco rosso (Anas erythrorhyncha): 
Quella degli Anatidi (Anatidae), insieme alle altre (Anhimidae, Anseranatidae) è una delle famiglie afferenti all'ordine degli Anseriformi (Anseriformes). Questa famiglia è ulteriormente suddivisa nelle sottofamiglie Anserinae, Anatinae, ecc. Quest'ultima sottofamiglia è ulteriormente suddivisa in tribù: Tadornini, Anatini. La tribù degli Anatini comprende i generi Anas, Tachyeres; ognuno dei quali suddiviso ulteriormente in specie.
Secondo il Codice internazionale per la nomenclatura delle alghe, funghi e piante i nomi delle famiglie terminano con la desinenza -aceae: ne sono un esempio la famiglia botanica delle Rosaceae, quella Micologica delle Sclerotiniaceae e quella di alghe Caulerpaceae.  Rappresentano un'eccezione i nomi di otto famiglie botaniche, a cui però sono stati associati successivamente dei nomi alternativi  (nomen alternativum) che terminano con la desinenza comune a tutte le famiglie:
- Compositae (nom. alt.: Asteraceae)
- Cruciferae (nom. alt.: Brassicaceae)
- Gramineae (nom. alt.: Poaceae)
- Guttiferae (nom. alt.: Clusiaceae)
- Labiatae (nom. alt.: Lamiaceae)
- Leguminosae (nom. alt.: Fabaceae)
- Papilionaceae (nom. alt.: Fabaceae)
- Palmae (nom. alt.: Arecaceae)
- Umbelliferae (nom. alt.: Apiaceae)

Anche il nome delle famiglie di microorganismi procarioti, secondo quanto riportato nel Codice Internazionale di Nomenclatura dei Procarioti, termina con la desinenza -aceae (es. Pseudomonadaceae). 
Per quanto riguarda la classificazione dei virus, la desinenza utilizzata è -viridae (es. Filoviridae).